# Les Herbiers
Les Herbiers és un municipi francès situat al departament de Vendée i a la regió de País del Loira. L'any 2007 tenia 14.893 habitants.

## Demografia

### Població
El 2007 la població de fet de Les Herbiers era de 14.893 persones. Hi havia 5.914 famílies de les quals 1.605 eren unipersonals (770 homes vivint sols i 835 dones vivint soles), 1.900 parelles sense fills, 2.079 parelles amb fills i 330 famílies monoparentals amb fills.
La població ha evolucionat segons el següent gràfic:
Habitants censats

### Habitatges
El 2007 hi havia 6.261 habitatges, 5.994 eren l'habitatge principal de la família, 68 eren segones residències i 198 estaven desocupats. 5.218 eren cases i 993 eren apartaments. Dels 5.994 habitatges principals, 4.130 estaven ocupats pels seus propietaris, 1.780 estaven llogats i ocupats pels llogaters i 84 estaven cedits a títol gratuït; 119 tenien una cambra, 381 en tenien dues, 873 en tenien tres, 1.577 en tenien quatre i 3.045 en tenien cinc o més. 4.647 habitatges disposaven pel capbaix d'una plaça de pàrquing. A 2.798 habitatges hi havia un automòbil i a 2.817 n'hi havia dos o més.

### Piràmide de població
La piràmide de població per edats i sexe el 2009 era:
| Homes | Edats   | Dones |
| ----- | ------- | ----- |
| 0     | 95 o +  | 20    |
| 8     | 90 a 94 | 44    |
| 60    | 85 a 89 | 100   |
| 64    | 80 a 84 | 120   |
| 188   | 75 a 79 | 184   |
| 212   | 70 a 74 | 280   |
| 320   | 65 a 69 | 320   |
| 292   | 60 a 64 | 284   |
| 272   | 55 a 59 | 264   |
| 520   | 50 a 54 | 472   |
| 536   | 45 a 49 | 540   |
| 584   | 40 a 44 | 536   |
| 532   | 35 a 39 | 520   |
| 504   | 30 a 34 | 480   |
| 508   | 25 a 29 | 428   |
| 544   | 20 a 24 | 416   |
| 620   | 15 a 19 | 584   |
| 436   | 10 a 14 | 524   |
| 544   | 5 a 9   | 364   |
| 368   | 0 a 4   | 356   |

## Economia
El 2007 la població en edat de treballar era de 10.010 persones, 7.753 eren actives i 2.257 eren inactives. De les 7.753 persones actives 7.233 estaven ocupades (3.931 homes i 3.302 dones) i 520 estaven aturades (193 homes i 327 dones). De les 2.257 persones inactives 949 estaven jubilades, 808 estaven estudiant i 500 estaven classificades com a «altres inactius».

### Ingressos
El 2009 a Les Herbiers hi havia 6.015 unitats fiscals que integraven 14.916 persones, la mediana anual d'ingressos fiscals per persona era de 17.612 €.

### Activitats econòmiques
Dels 823 establiments que hi havia el 2007, 7 eren d'empreses extractives, 21 d'empreses alimentàries, 3 d'empreses de fabricació de material elèctric, 3 d'empreses de fabricació d'elements pel transport, 53 d'empreses de fabricació d'altres productes industrials, 87 d'empreses de construcció, 210 d'empreses de comerç i reparació d'automòbils, 20 d'empreses de transport, 48 d'empreses d'hostatgeria i restauració, 12 d'empreses d'informació i comunicació, 71 d'empreses financeres, 30 d'empreses immobiliàries, 112 d'empreses de serveis, 97 d'entitats de l'administració pública i 49 d'empreses classificades com a «altres activitats de serveis».
Dels 204 establiments de servei als particulars que hi havia el 2009, 1 era una oficina d'administració d'Hisenda pública, 2 oficines del servei públic d'ocupació, 1 gendarmeria, 1 oficina de correu, 12 oficines bancàries, 2 funeràries, 22 tallers de reparació d'automòbils i de material agrícola, 3 tallers d'inspecció tècnica de vehicles, 1 establiment de lloguer de cotxes, 6 autoescoles, 11 paletes, 12 guixaires pintors, 25 fusteries, 11 lampisteries, 9 electricistes, 3 empreses de construcció, 16 perruqueries, 4 veterinaris, 13 agències de treball temporal, 28 restaurants, 12 agències immobiliàries, 3 tintoreries i 6 salons de bellesa.
Dels 94 establiments comercials que hi havia el 2009, 2 eren hipermercats, 2 supermercats, 3 grans superfícies de material de bricolatge, 1 una botiga de menys de 120 m², 7 fleques, 4 carnisseries, 1 una botiga de congelats, 1 una peixateria, 3 llibreries, 26 botigues de roba, 8 botigues d'equipament de la llar, 5 sabateries, 5 botigues d'electrodomèstics, 8 botigues de mobles, 5 botigues de material esportiu, 1 una botiga de material de revestiment de parets i terra, 1 un drogueria, 2 perfumeries, 3 joieries i 6 floristeries.
L'any 2000 a Les Herbiers hi havia 184 explotacions agrícoles que ocupaven un total de 6.486 hectàrees.

## Equipaments sanitaris i escolars
El 2009 hi havia 3 psiquiàtrics, 1 centre de salut, 6 farmàcies i 4 ambulàncies.
El 2009 hi havia 3 escoles maternals i 5 escoles elementals. A Les Herbiers hi havia 2 col·legis d'educació secundària, 2 liceus d'ensenyament general i 1 liceu tecnològic. Als col·legis d'educació secundària hi havia 1.691 alumnes, als liceus d'ensenyament general n'hi havia 1.362 i als liceus tecnològics 18.

## Poblacions més properes
El següent diagrama mostra les poblacions més properes.